# 白岩温泉 (慶尚北道)
白岩温泉 （白巖溫泉）は韓国の慶尚北道、蔚珍郡、温井面にある温泉。 

## 由来
新羅時代に狩人が槍に当たった鹿を追いついたが、日が暮れて帰った。次の日にまたその場所へ行ったが、その行方が不明になった。それを怪しく思った狩人がその付近を探索した途中、鹿が伏した場所で温泉が湧いていることを見て発見された。その後白岩寺の僧侶がお風呂を立てて病者を沐浴したのに効験があった。

## アクセス
他の地域のバスタミナールから蔚珍郡外バスタミナール又は平海市外バスタミナール
そのバスタミナールから農漁村バス利用。(蔚珍郡外バスタミナールは平海経由）2時間30分以上。
ソテ里近くの停留所で下車。

## 温泉の特徴
無色、無臭でラドンが含まれている放射能硫黄泉
強アルカリ性（全国第一）
水温は 32∼53℃

## 歴史
- 1979年日付不詳：国民観光地指定
- 1997年日付不詳：観光特区指定